# David Lončarević
David Lončarević (Sarajevo, 3 maggio 1991) è un cestista croato con cittadinanza italiana.

## Carriera
Dopo l'esordio in Serie A e le due stagioni con la Juvecaserta passa al Napoli Basketball all'inizio della stagione 2012 ma, in seguito all'esclusione della squadra partenopea dal campionato, prosegue la stagione cestistica nella Pallacanestro Città di Airola. Nel 2015 viene acquistato dal Virtus Pozzuoli, con contratto di due anni con opzione di rinnovo.
Oltre alla carriera cestistica, consegue nel febbraio 2015 la laurea triennale in Ingegneria Civile presso l'Università degli studi di Napoli Federico II.
Il 4 aprile 2018 consegue la laurea magistrale in Ingegneria Strutturale e Geotecnica presso l'Università degli studi di Napoli Federico II a pieni voti.
Il 10 giugno 2018 insieme ai compagni di squadra ottiene la promozione in serie B domando il Cus Genova per 78-74 nella finale play-off al palasport Ponte Grande di Ferentino.
Nell’autunno 2018 firma con l'A.S. Forio Basket.